# زاوية أم ركبة
أم ركبة
هي إحدى القرى الواقعة شرق مدينة طبرق بنحو 110 كيلومتر، وهي مجاورة لمنطقة رأس عزاز من الغرب، المنطقة الآن محلة تتبع إداريا لبلدية امساعد.
قتل في هذه المنطقة المناضل يوسف بورحيل المسماري وقطع رأسه وتم نقله لمنطقة البردي. 
المنطقة كانت إحدى الزوايا السنوسية المعروفة.